# Bufones de Arenillas

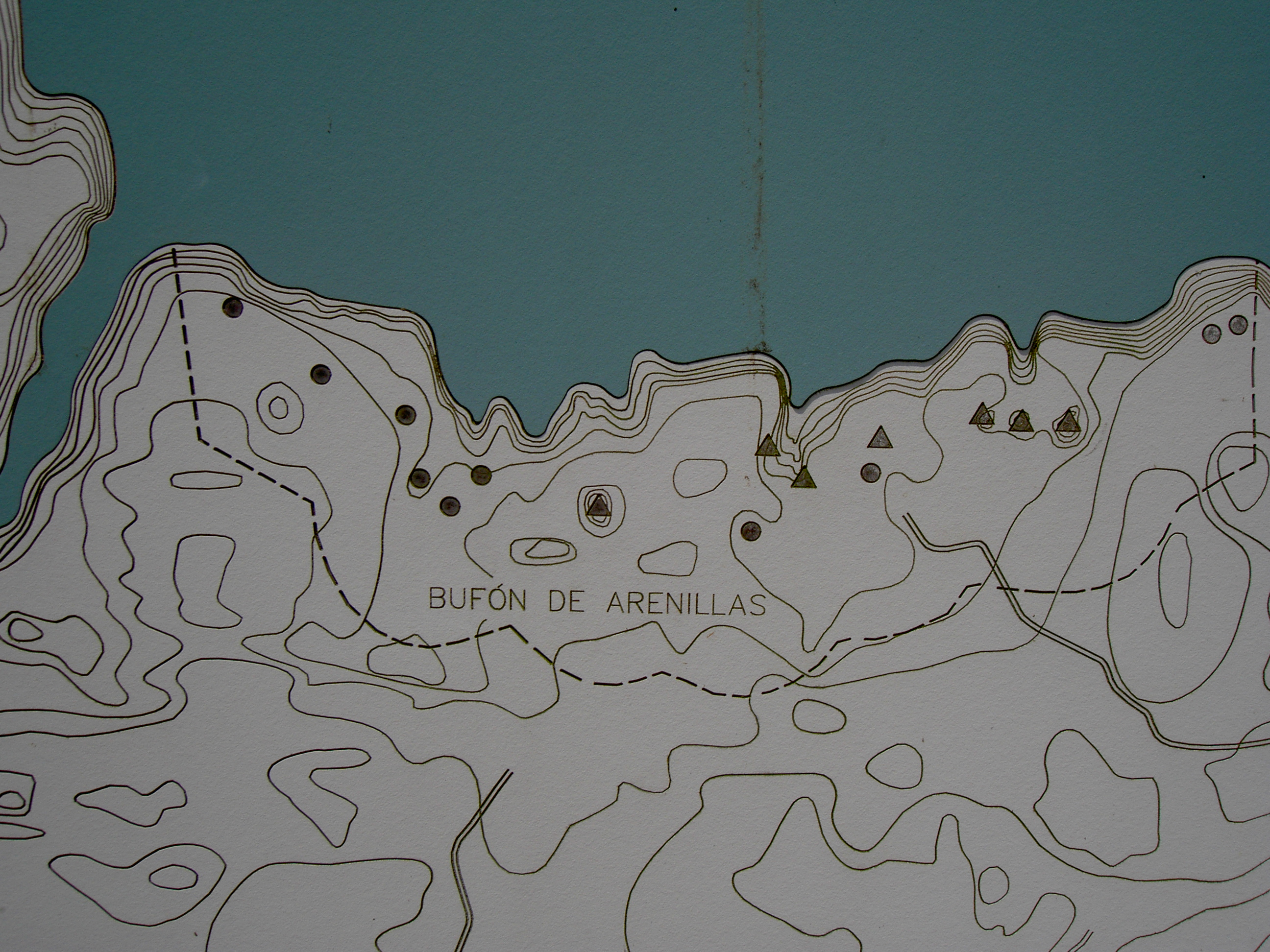
Schautafel

Die Bufones de Arenillas sind Meerwassergeysire bei Llanes in Asturien (Nordspanien). Sie erzeugen bei starkem Wellengang bis zu 40 m (Bufón de Santiuste) hohe Wasserfontänen.
Ein Bufón entsteht dadurch, dass durch den Druck der Meeresbrandung Wasser durch natürliche Röhren im  porösen Kalkgestein gepresst wird. Bufones können überall dort entstehen, wo Karstlandschaften ans Meer grenzen. In diesem Fall sind es die Picos de Europa.
Im Jahr 2001 wurden die Bufones de Arenillas zum monumento natural erklärt.

## Bilder

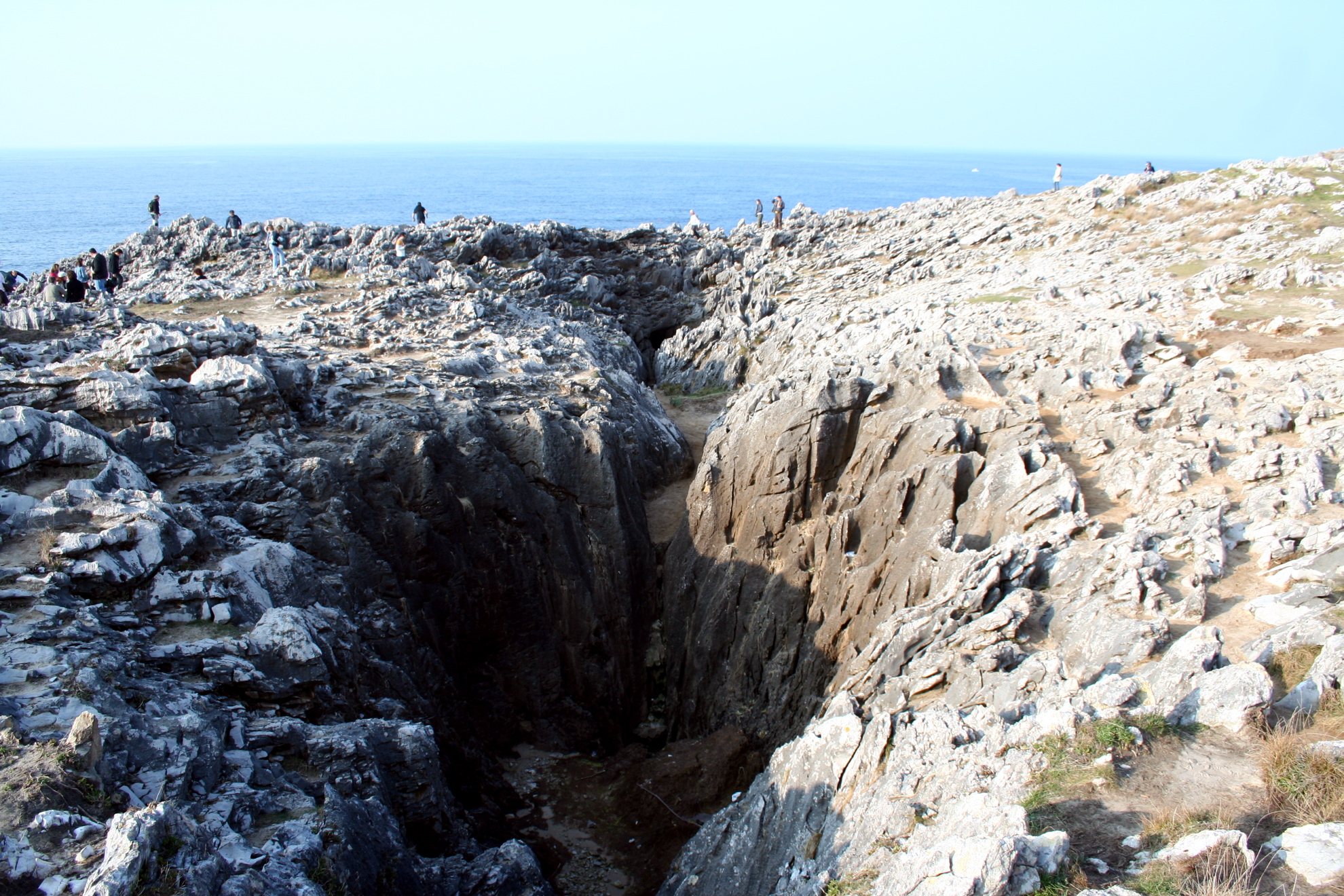
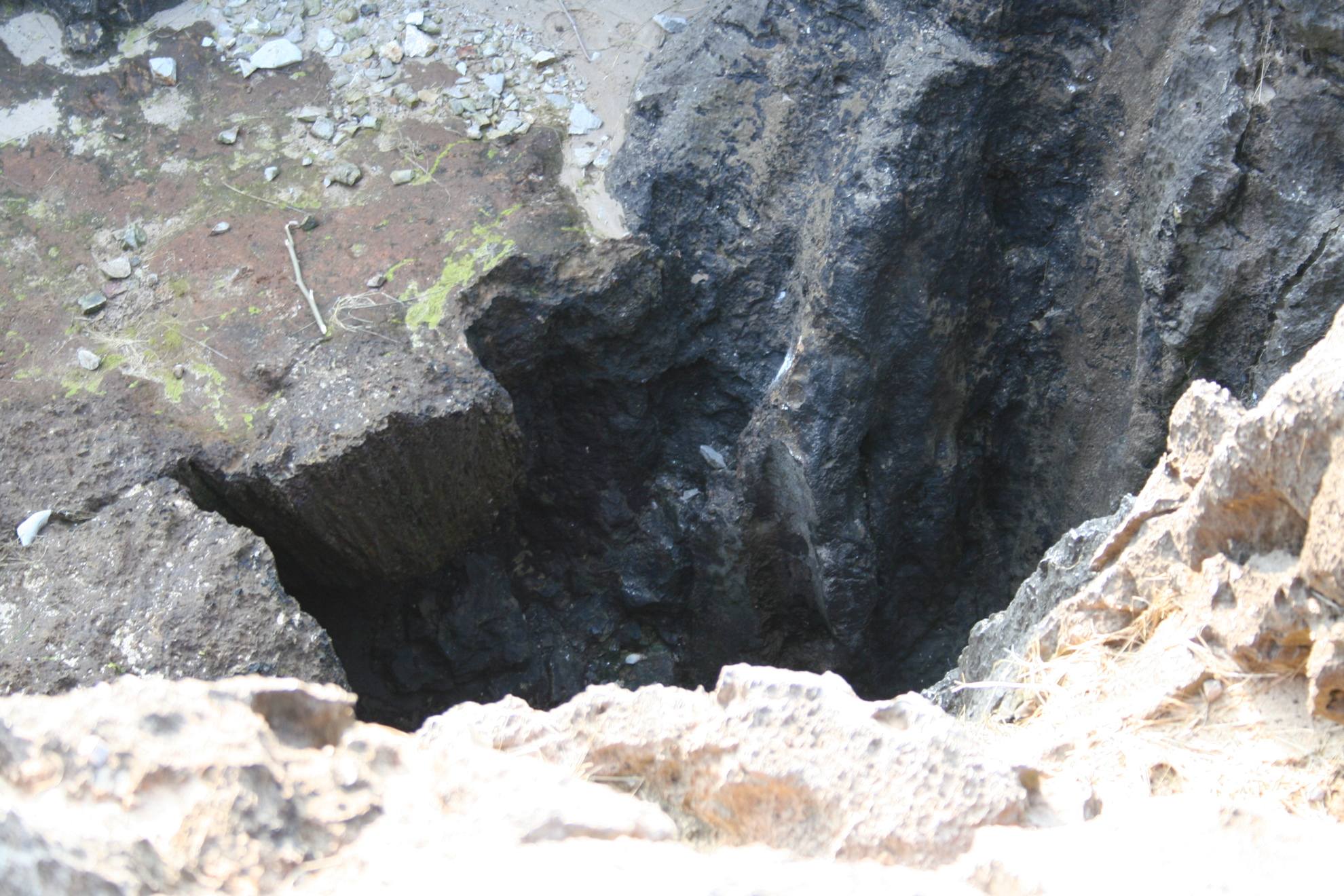
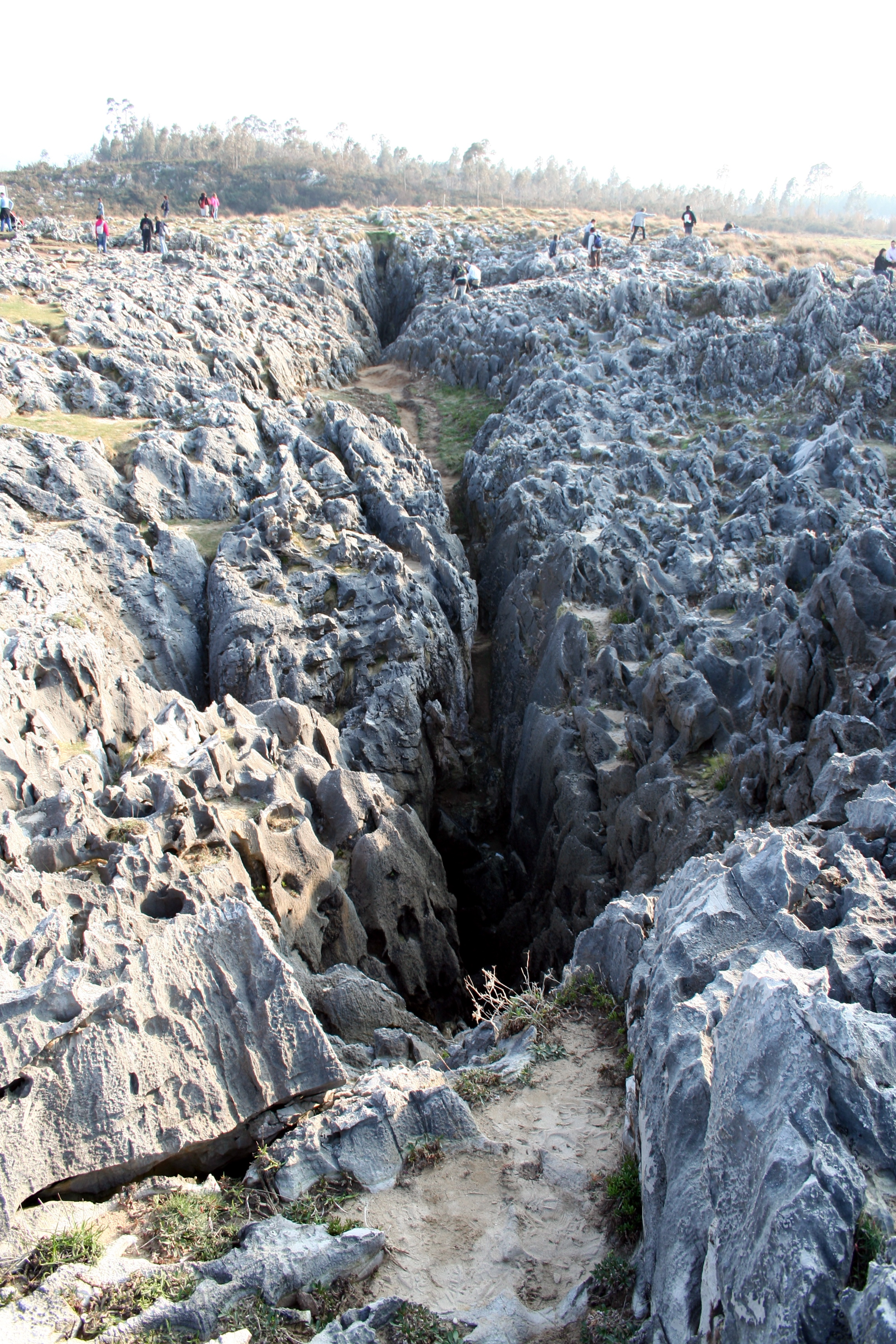